# Facultad de Turismo y Finanzas (Universidad de Sevilla)
La Facultad de Turismo y Finanzas de la Universidad de Sevilla (España) se encuentra ubicada en el Campus Universitario de Ramón y Cajal. Anteriormente, esta facultad fue conocida con el nombre de Escuela de Estudios Empresariales.
En la actualidad, el decano de la Facultad es el Dr. D. Cristóbal Casanueva Rocha, Catedrático de Universidad del área de conocimiento de “Organización de Empresas”, adscrita al Departamento de Administración de Empresas y Comercialización e Investigación de Mercados (Marketing).

## Estudios que se imparten

#### Títulos de grado
- Grado en Finanzas y Contabilidad.
- Grado en Finanzas y Contabilidad bilingüe.
- Grado en Turismo.
- Grado en Turismo bilingüe.
- Doble Grado en Derecho y en Finanzas y Contabilidad.
- Doble Grado en Finanzas y Contabilidad y en Relaciones Laborales y Recursos Humanos.

#### Títulos de máster universitario
- Máster Universitario en Dirección y Planificación del Turismo.
- Máster Universitario en Dirección Financiera.

#### Cursos de experto
- Curso de Alemán aplicado a la Gestión Hotelera Nivel Inicial
- Alemán aplicado a la Gestión Hotelera Avanzado

#### Doctorado en turismo
- Programa bajo el RD 133/2007
- Programa bajo el RD 99/2011

#### Diplomaturas en extinción
- Diplomatura en Ciencias Empresariales
- Diplomatura en Turismo